# 斯圖爾德·麥克唐納

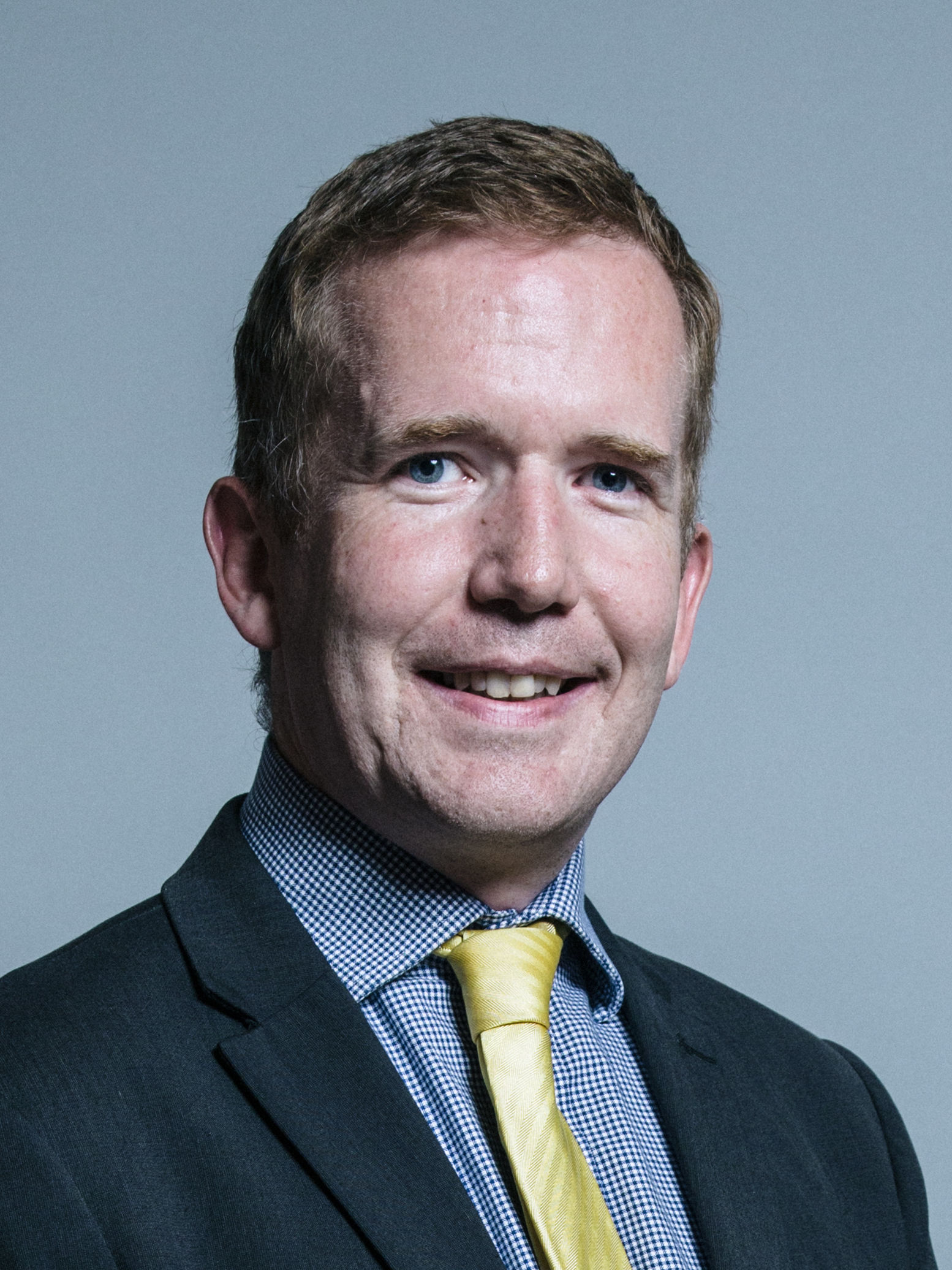

斯圖爾德·麥克唐納（Stuart McDonald，1978年5月2日—）是一位蘇格蘭政治人物，他的黨籍是蘇格蘭民族黨。自2015年開始，他擔任堪伯諾爾德、基爾塞斯和東柯金蒂洛赫選區選出的國會議員。他曾經在愛丁堡大學和荷語天主教魯汶大學就讀。

## 谴责中国政府
2020年9月8日在工党希柏恩·麦克唐纳的协调下，与包括英国保守党外交事务委员会主席托马斯·图根达特、自由民主党领袖爱德·戴维，以及英国绿党、苏格兰民族党和威尔士党在内的130多名议员给中国驻英大使刘晓明写信，联名谴责中国政府针对新疆维吾尔穆斯林的行为。